# Recensio.net
recensio.net – Rezensionsplattform für die europäische Geschichtswissenschaft – ist eine europaweit ausgerichtete, mehrsprachige Online-Plattform für Rezensionen geschichtswissenschaftlicher Literatur.

## Konzept
recensio.net führt in Fachzeitschriften erschienene Besprechungen geschichtswissenschaftlicher Neuerscheinungen auf einer Plattform zusammen. Die Rezensionen sind thematisch der europäischen Geschichte gewidmet und können sowohl online als auch im Druck erschienen sein: recensio.net erhebt keinen Anspruch auf Exklusivität der publizierten Inhalte und nimmt in diesem Sinne die Rolle eines Open-Access-Aggregators wahr. Alle kooperierenden Zeitschriften-Redaktionen arbeiten weiterhin autark.
Gleichzeitig haben Autoren geschichtswissenschaftlicher Texte (Monographien und Aufsätze) die Möglichkeit, die Kernthesen ihrer Publikationen zu präsentieren und so der Fachdiskussion zu stellen. Nutzer der Plattform können sowohl Rezensionen wie Präsentationen kommentieren und sich so an der Diskussion aktueller Themen und Ansätze in der europäischen Geschichtsforschung beteiligen.
Die auf recensio.net publizierten Rezensionen und Präsentationen sind im Open Access zugänglich. Die Texte sind im Volltext durchsuchbar und werden von der Bayerischen Staatsbibliothek mit Metadaten angereichert und langzeitarchiviert.
Die Navigationssprachen der Plattform sind Deutsch, Englisch und Französisch; die Rezensionen können in allen europäischen Sprachen verfasst sein.
Ziel der Plattform ist es, den Austausch zwischen europäischen Historikern zu erleichtern und Rezensionen besser sichtbar und leichter zugänglich zu machen.
Recensio.net nimmt nur einen Bruchteil aller national und international verfügbaren Rezensionen auf. Dies gilt v. a. für kleinere und mittelgroße Zeitschriften, aber auch für ältere Buchbesprechungen. Die Ressource ersetzt daher nicht große bibliographische wissenschaftliche Verzeichnisse (wie z. B. das Medioevo Latino).
Im Kontext der seit 2014 durch die Deutsche Forschungsgemeinschaft (DFG) geförderten Fachinformationsdienste für die Wissenschaft (FID) sind mehrere Ableger von recensio.net entstanden, die auf der gleichen technischen Basis und mit demselben inhaltlichen Konzept Rezensionen für die Regional- und Landesgeschichte (recensio.regio), die Altertumswissenschaften recensio.antiquitatis und die Kunstgeschichte recensio.artium im Open Access bieten.

## Trägerschaft
Bestehend seit Januar 2011 ist die Plattform recensio.net das Ergebnis eines, von 2008 bis 2014 von der Deutschen Forschungsgemeinschaft (DFG) geförderten, Gemeinschaftsprojekts der Bayerischen Staatsbibliothek (BSB) München, der Universität zu Köln und des Leibniz-Instituts für Europäische Geschichte (Mainz). Seit 2017 wird recensio.net von der Bayerischen Staatsbibliothek in alleiniger Verantwortung weiterbetrieben. Die Redaktionsarbeiten sind dort im Zentrum für Elektronisches Publizieren (ZEP) angesiedelt.
Im Rahmen des Projekts wurde im Januar 2011 anlässlich des Onlinegangs von recensio.net die internationale Tagung „Wissenschaftskommunikation im digitalen Zeitalter“ im Historischen Kolleg in München durchgeführt.

## Portalfamilie
Die Bayerische Staatsbibliothek betreibt seit 2018 mit recensio regio ein entsprechendes Angebot für die deutschsprachigen landes- und regionalgeschichtlichen Zeitschriften. Die Universitätsbibliothek Heidelberg baut für die Kunstwissenschaft recensio artium und für die Altertumswissenschaften recensio antiquitatis auf. Über die erweiterte Suche können alle Angebote plattformübergreifend durchsucht werden.